# 236 (число)
Вижте пояснителната страница за други значения на 236.
236 (двеста тридесет и шест) е естествено, цяло число, следващо 235 и предхождащо 237.
Двеста тридесет и шест с арабски цифри се записва „236“, а с римски – „CCXXXVI“. Числото 236 е съставено от три цифри от позиционните бройни системи – 2 (две), 3 (три), 6 (шест).

## Общи сведения
- 236 е четно число.
- 236-ият ден от невисокосна година е 24 август.
- 236 е година от Новата ера.